# Citharichthys gymnorhinus
Citharichthys gymnorhinus är en fiskart som beskrevs av Gutherz och Blackman, 1970. Citharichthys gymnorhinus ingår i släktet Citharichthys och familjen Paralichthyidae. IUCN kategoriserar arten globalt som livskraftig. Inga underarter finns listade i Catalogue of Life.